# Dorcadion glicyrrhizae
Dorcadion glicyrrhizae är en skalbaggsart. Dorcadion glicyrrhizae ingår i släktet Dorcadion och familjen långhorningar.

## Underarter
Arten delas in i följande underarter:
- D. g. glicyrrhizae
- D. g. inderiense
- D. g. striatum
- D. g. dubianskii
- D. g. uvarovi
- D. g. iliense
- D. g. androsovi
- D. g. obtusipenne
- D. g. fedorenkoi
- D. g. dostojewskii
- D. g. nikireevi
- D. g. turgaicum
- D. g. tobolense
- D. g. galinae
- D. g. korshikovi
- D. g. nemkovi
- D. g. guberlensis